# Uvaria lancifolia
Uvaria lancifolia este o specie de plante angiosperme din genul Uvaria, familia Annonaceae, descrisă de Elmer Drew Merrill. Conform Catalogue of Life specia Uvaria lancifolia nu are subspecii cunoscute.